# Agnès Binagwaho

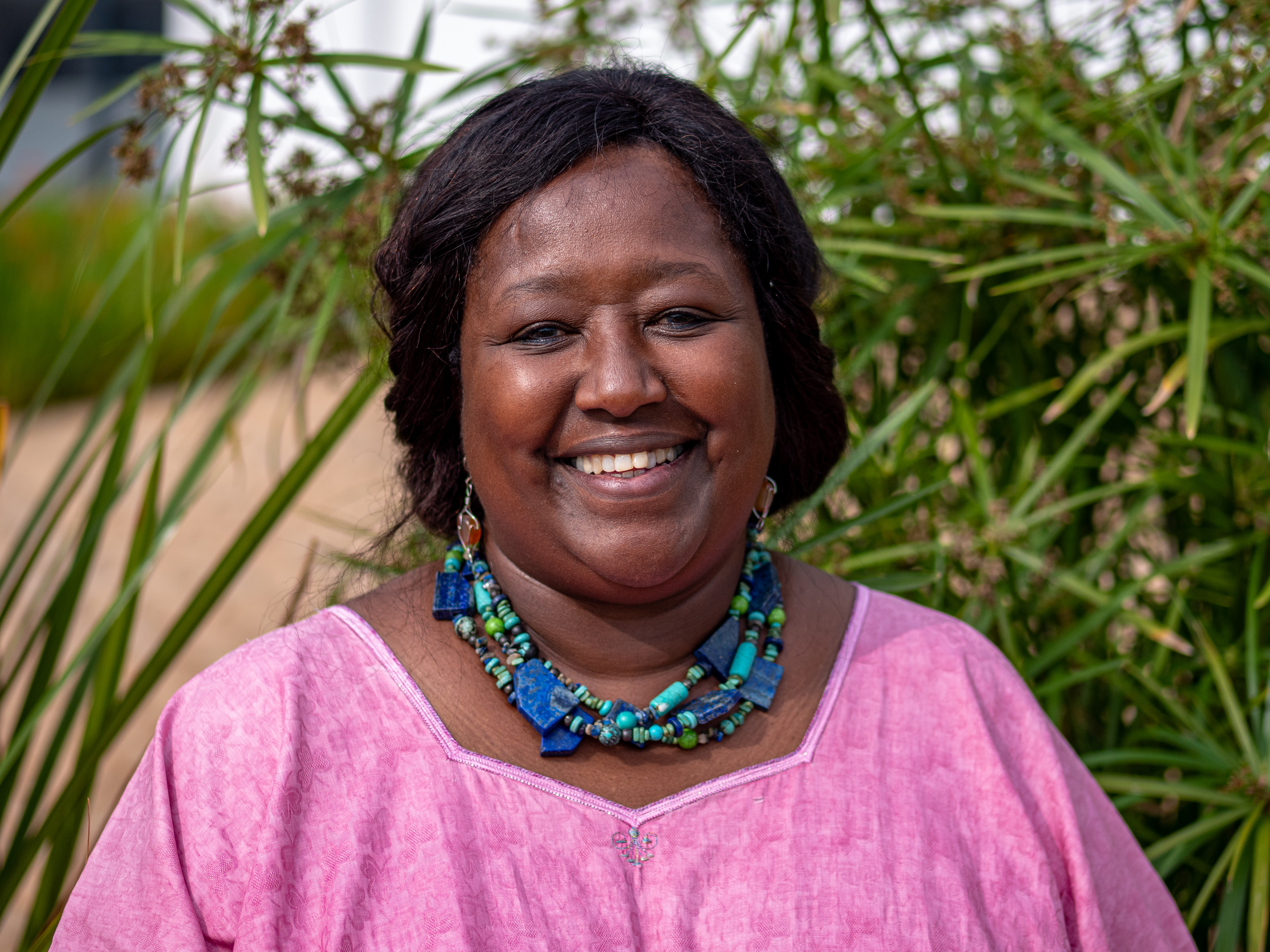
Agnès Binagwaho (2020)

Agnès Binagwaho (geb. 1955 in Nyamagabe) ist eine ruandische Kinderärztin und Professorin für öffentliche Gesundheit. Von 2011 bis 2016 war sie Gesundheitsministerin Ruandas und ist seit 2017 Vizekanzlerin der University of Global Health Equity in Kigali. Sie gilt als Expertin für öffentliche Gesundheitsversorgung, insbesondere für vulnerable Gruppen in Afrika.

## Leben
Binagwaho wurde 1955 in Nyamagabe in der Südprovinz Ruandas geboren. Im Alter von drei Jahren zog ihre Familie nach Belgien, wo ihr Vater Medizin studierte. Ihre medizinische Ausbildung machte sie in Belgien an der Université Libre de Bruxelles (1976–1984) sowie in Frankreich an der Université de Bretagne Occidentale (1989–1993).
Im Jahr 1996 kehrte sie nach Ruanda zurück, zwei Jahre nach dem Genozid an den Tutsi. Dort arbeitete sie zunächst als Kinderärztin in öffentlichen Krankenhäusern, um beim Wiederaufbau des zerstörten Gesundheitssystems zu helfen. Zwischen 2002 und 2008 leitete sie die nationale Kommission zur Kontrolle von AIDS. Von 2008 bis 2011 war sie Staatssekretärin und von 2011 bis 2016 Ministerin im Gesundheitsministerium.
Agnès Binagwaho ist Mutter zweier Töchter und lebt in Kigali.

## Wirken
Binagwaho setzt sich für die Stärkung der öffentlichen Gesundheitsversorgung für die ärmsten Bevölkerungsgruppen in Ruanda und darüber hinaus ein. Unter ihrer Leitung verbesserte sich die Gesundheitsversorgung erheblich, etwa durch Einführung flächendeckender Krankenversicherungen und Programme zur Verringerung der Mütter- und Säuglingssterblichkeit.
Sie legt besonderen Wert auf datengetriebene Ansätze und Implementierungswissenschaft, was dazu führte, dass Ruanda während ihrer Amtszeit als Gesundheitsministerin bedeutende Fortschritte bei der Verringerung von HIV-Infektionen und der Senkung der Kindersterblichkeit erzielte.
Binagwaho startete unter anderem ein Programm zur HPV-Impfung ruandischer Mädchen, das eine Impfrate von 93 % erreichte. 2017 entwickelte sie gemeinsam mit Kollegen ein kostenloses, frei verfügbares Werkzeug zur Früherkennung von Depressionen bei Kindern, das international angepasst werden kann.
Sie sitzt überdies in akademischen und politischen Gremien, etwa als Beraterin des Generaldirektors der WHO, Mitglied der American National Academy of Medicine und der African Academy of Sciences. Im Juni 2025 schied Binagwaho aus dem Nachhaltigkeitsrat von Bayer aus, in dem sie seit 2020 tätig gewesen war.
Binagwaho ist Fürsprecherin der Gleichstellung von Frauen im Gesundheitswesen, betont die Bedeutung weiblicher Führung in der globalen Gesundheitsforschung und fördert die Ausbildung von Ärztinnen in Afrika. An der University of Global Health Equity, deren Mitbegründerin sie ist, besteht eine Quote von mindestens 70 % weiblichen Studierenden im Medizinprogramm.
Sie erhielt für ihre Arbeit mehrere Auszeichnungen, darunter 2015 den Roux-Preis des Institute for Health Metrics and Evaluation und den Ronald McDonald House Charities Award of Excellence. Im Jahr 2022 erhielt sie den UNESCO-L’Oréal-Preis für ihre Rolle bei der Ausweitung des Zugangs zur öffentlichen Gesundheitsversorgung für die am stärksten gefährdeten Bevölkerungsgruppen in Ruanda, Afrika und andernorts.